# Museu d'Història de la Immigració de Catalunya
El Museu d'Història de la Immigració de Catalunya (MhiC) tracta d'analitzar la història dels processos migratoris relacionats amb Catalunya. Està ubicat a la masia de Can Serra, a la carretera de Mataró, 124 de Sant Adrià del Besòs, rehabilitada el 2004 per l'arquitecte David Ferrer i que acull les sales d'exposicions temporals, la recepció, el Centre de Documentació i les oficines.

## Àmbits
L'exposició permanent del Museu es presenta en diferents dispositius museogràfics exteriors distribuïts pel jardí i l'entorn immediat de la masia. El paisatge metropolità de Sant Adrià, el riu Besòs, el perfil del barris, les torres de FECSA i la ronda, el context físic i també la memòria de la seva transformació, s'incorporen així a la proposta museogràfica com el territori real de la immigració.

### L'Andana
És l'espai de benvinguda al Museu i d'introducció a la temàtica de les migracions. Un recorregut amb un seguit de parades: La Humanitat Nòmada, Pastors, Agricultors i Ramaders, Travessant mars i oceans i Emigrar sota les xemeneies, planteja una aproximació a la història del fet migratori des del mirall de la mobilitat humana.

### Sevillano Barcelona Termino
És un antic vagó de tren recuperat i museïtzat per explicar la immigració espanyola a Catalunya durant la dictadura franquista. El sevillano és un dels trens més coneguts per la població immigrada d'Andalusia, que feien servir aquest mitjà de transport per arribar a Catalunya durant el període d'immigració dels anys 1950 i 1960. De vegades havien de saltar abans d'arribar al destí del tren per la colla de feixistes que s'esperaven a l'estació de França o Clot per a tornar-los a Andalusia.

### Espai [Migrar]
Format per un pavelló i diferents elements expositius en el jardí dissenyats per Mizien arquitectura, reflexiona sobre l'actualitat i el futur de les migracions. Es distribueix en quatre àmbits: La Decisió trasllada al visitant els dubtes, les angoixes, les esperances i les il·lusions associades al projecte migratori; Fronteres estudia els diferents tipus de frontera que travessa el migrant: administratives, culturals, psicològiques, etc.; L'Arribada posa èmfasi en els relats vivencials i en l'experiència subjectiva del primer contacte amb la societat d'acollida; i L'Assentament recorre els diferents aspectes clau en la integració dels migrants: l'habitatge, el treball, la llengua i l'escola, la cultura, l'esport, el lleure, etc.
Des del 2017 inclou també el mòdul Espai Refugi.

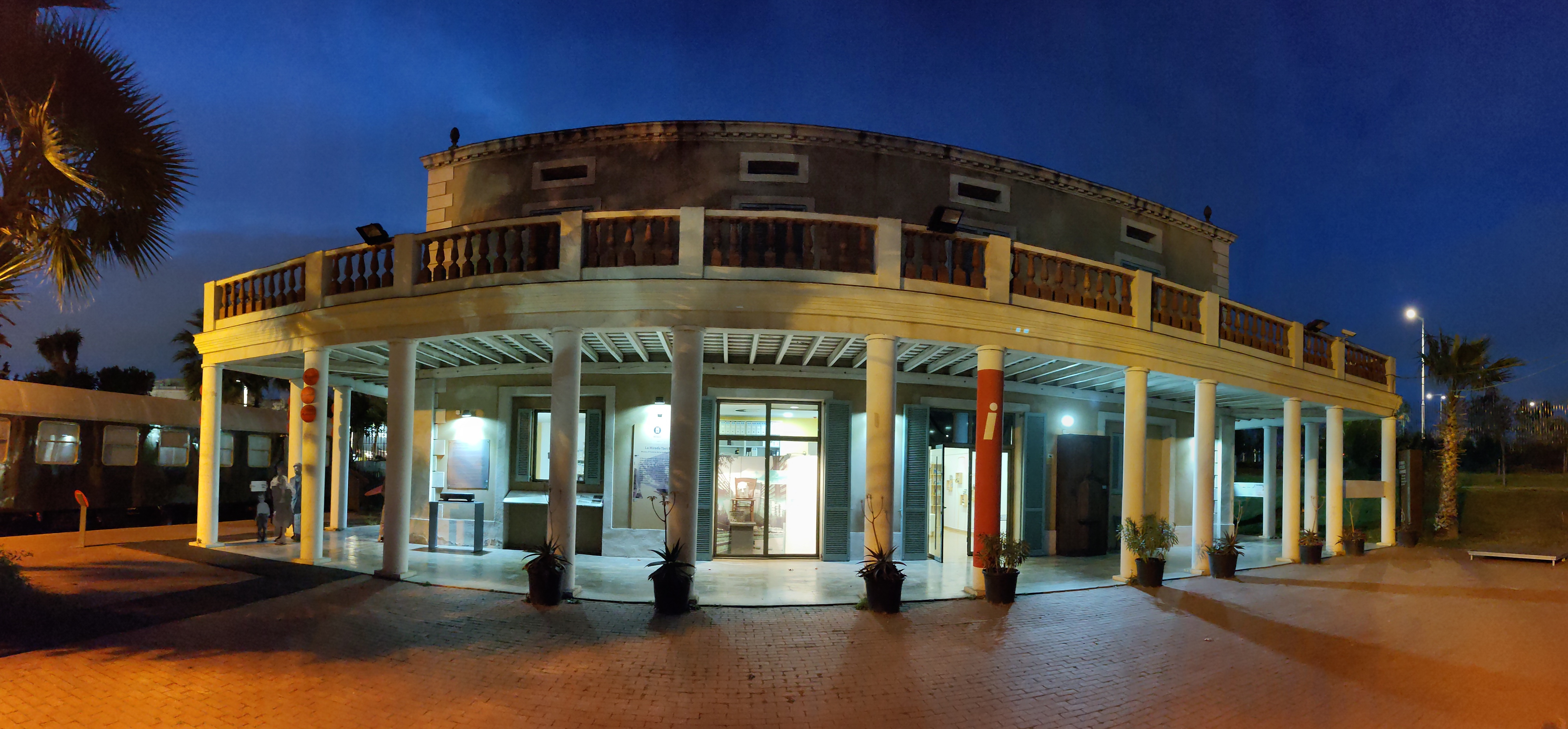
Vista nocturna del Museu d'història de la immigració de Catalunya (MhiC) a la masia de Can Serra

### Jardí
El jardí, a més dels espais museogràfics, inclou una zona destinada a horts urbans per a majors de 60 anys. Molts usuaris han estat migrants. Durant l'estiu el jardí acull el Festival de Jazz de Sant Adrià de Besòs i pel Nadal, el Pessebre Vivent.

### Espais de memòria
El Mhic forma part del Espais de Memòria de Sant Adrià de Besòs, juntament amb el Refugi antiaeri de la placeta Macià i el Camp de la Bota.